# Guitar Wolf
Guitar Wolf (ギターウルフ) est un groupe de garage punk japonais, originaire de Nagasaki, dans la Préfecture de Nagasaki. Formé en 1987, le groupe est principalement influencé par Link Wray, Ramones et The Cramps. Leur style musical combine punk rock, fortes distorsions et chants criés. Le groupe apparait dans le film Wild Zero, où ils jouent leurs propres rôles.

## Biographie

### Formation
Guitariste, Seiji est né à Nagasaki. Après ses études, il emménage dans la préfecture de Shimane, puis à Tokyo où il devient chanteur pour le groupe local Far East Punch. Souhaitant plus que tout jouer de cet instrument, et après de multiples essais infructueux, Seiji se consacre finalement à la guitare après avoir acquis une copie de Rumble de Link Wray au label Tower Records de Shibuya. Rétrospectivement, Seiji explique que sa « vie musicale a été sauvée » par une chanson de Link Wray.
Seiji et le bassiste Billy deviennent amis à Harajuku. Réalisant qu'ils partagent les mêmes goûts musicaux, les deux décident de s'allier pour jouer du rock 'n' roll. Rejoints ensuite par Narita à la batterie, ils forment Guitar Wolf à Harajuku en 1987. Après la création du groupe, chaque membre adopte un surnom à la Ramones usant de l'instrument de leur choix : Seiji devient Guitar Wolf, Billy devient Bass Wolf, et Narita devient Drum Wolf. À cette période, Narita quitte le groupe et est remplacé par Toru, un batteur suggéré par Enocky, du groupe Jackie and the Cedrics.
Le groupe développe son style punk rock, qu'il mêle avec d'autres genres pour devenir ce qu'ils appellent du « jet rock 'n' roll ». Même si Guitar Wolf cite Joan Jett comme son inspiration musicale et stylistique, contrairement à certains dires, Jet Rock ne dérive pas du nom de Joan Jett. Les origines du terme sont, au contraire, attribuées au son d'un jet plane. Le 5 avril 2012, Seiji clarifie le tout en expliquant : « J'adore le jet plane. J'aime aussi la musique bruitiste. Alors il y a des chansons... plein de chansons... qui n'avait aucun gros son. Alors... simple à écouter. Je déteste ça! Alors! J'y ajoute des bruits de jet. Bwaaaahng! Explosion!. »

### Premiers albums
Après deux vinyles au Japon, le premier étant Wolf Rock!, enregistré chez Seiji, le groupe tourne en Amérique. Guitar Wolf joue à la deuxième édition du Garageshock Festival de Memphis, où ils sont remarqués par Eric Friedl, membre d'Oblivians. Impressionné, Friedl part à leur rencontre et obtient une démo qu'il décide de publier sur son propre label, Goner Records, afin d'exposer Guitar Wolf au public américain. Goner Records publie Wolf Rock!, le premier album studio de Guitar Wolf, en 1993.
Guitar Wolf publie son premier CD, Run Wolf Run, en 1994, sur le label Less than TV. En 1996, une performance à New York leur permet de signer chez Matador Records, avec qui ils publient leur quatrième album, Missile Me! dans l'année. Guitar Wolf continue avec Matador jusqu'à Jet Generation (1999), un album que Matador Records considère comme le CD le plus bruyant de l'histoire. En 1997, les trois membres de Guitar Wolf participent aux côtés de Jack Oblivian au film The Sore Losers, de John Michael McCarthy. Ce dernier réalise ensuite le clip de leur chanson All Night De Buttobase!! (Roaring All Night!!). En 2000, Guitar Wolf participe au film de zombie horror rock ‘n’ roll japonais Wild Zero, réalisé par Tetsuro Takeuchi. Ils y jouent leur propre rôle, attaqués par des zombies et des aliens. Guitar Wolf s'occupe aussi de la bande-son du film.

### Décès de Bass Wolf et suites

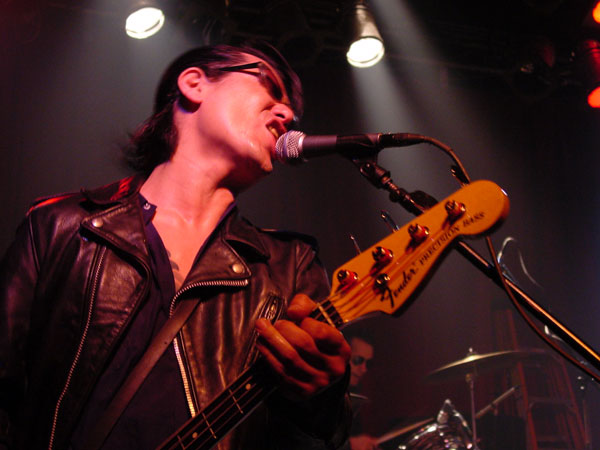
Billy (Bass Wolf) en 2005.

En 2002, le groupe signe au label Narnack Records auquel il continue jusqu'en 2005 après la sortie de son best-of, Golden Black. Cette même année, après une tournée américaine, le groupe rentre au Japon. Mais le bassiste Billy/Bass Wolf succombe à un infarctus à l'âge de 38 ans. Billy, de son vrai nom Hideaki Sekiguchi, meurt ainsi à Tokyo le 31 mars 2005, et laisse derrière lui une épouse et deux enfants. En septembre 2005, Guitar Wolf fait son premier concert avec leur nouveau bassiste, H.G..
En 2010 sort l'album Uchusenkan Love (Space Battleship Love), suivi de Beast Vibrators en 2013. En 2016, le groupe publie un nouvel album intitulé T-Rex from A Tiny Space Yojouhan.

## Ligne de vêtements
Le groupe possède sa propre marque de vêtements composées de manteaux, pantalons, tee-shirts et ceintures.

## Membres

### Membres actuels
- Seiji (Guitar Wolf) - guitare
- Gotz (Bass Wolf) - basse
- Takurou (Drums Wolf) - batterie

### Ancien membre
- Billy (Bass Wolf) - basse (1987-2005 ; de son vrai nom Hideaki Sekiguchi, décédé à Tokyo)

## Discographie

### Albums studio
- 1994 : Run Wolf Run
- 1995 : Missile Me! (Matador Records)
- 1997 : Planet of the Wolves (Matador Records)
- 1999 : Jet Generation (Matador Records)
- 2000 : Rock'n'roll Etiquette (Narnack Records)
- 2000 : Live!! (Ki/oon Records)
- 2002 : UFO Romantics (Narnack Records)
- 2004 : Loverock (Narnack Records)
- 2005 : Golden Black (Narnack Records)
- 2007 : Dead Rock
- 2007 : Mars Twist
- 2010 : Uchusenkan Love (Space Battleship Love)
- 2013 : Beast Vibrators
- 2016 : T-Rex from A Tiny Space Yojouhan

### EP
- 1993 : Wolf Rock! (Goner Records)
- 1994 : Kung Fu Ramone (Bag of Hammers)

### Compilations
- 2008 : Mars Twist

### Bande son
- 999 : Wild Zero CD (Ki/oon)

### Splits
- 1997 : Split 7" avec The Statics (Wallabies)
- 1998 : Aussie Tour split 7" avec Shutdown 66 (Corduroy Records)
- 2005 : Split 7" avec Sludgefeast (Must Destroy Music)
- 2006 : Ultra Cross Vol. 1 avec Lightning Bolt (Ki/oon Records)